# Baldan Cyžipov
Baldan Mižitdoržievič Cyžipov (in russo Балдан Мижитдоржиевич Цыжипов?; Аga-Changil, 30 maggio 1990) è un lottatore russo, specializzato nella lotta libera.

## Biografia
Ai campionati europei di Roma 2020 ha vinto la medaglia di bronzo nel torneo dei 125 chilogrammi.

## Palmarès
- Europei

Roma 2020: bronzo nei -125 kg.